# 長野県飯田高等学校
長野県飯田高等学校（ながのけん いいだこうとうがっこう）は、長野県飯田市上郷黒田にある公立高校。
地元では旧校名である「高松」の名称で呼ばれている。

## 概要
自由な校風を尊重しており、校則が少なく、制服ではなく私服での通学となっている。生徒会を自治会と呼称し、過去より学生主体の学校を目指していた風潮が現在でも少なからず受け継がれる。
部活動は、「班」活動と称している。平成27年度現在、26の運動班、15の学芸班、7の同好会がある。なかでも、ラグビー班は県内においては花園出場9回（2021年度現在）の強豪校として知られる。

## 沿革
- 1882年6月 - 飯田市伝馬町永昌院を仮用、郡立下伊那郡中学校として開校。
- 1883年7月 - 下伊那郡中学校専照寺に移る
- 1884年8月 - 長野県中学校飯田支校となる。
- 1884年11月 - 飯田市長姫城二の丸に新校舎落成
- 1893年4月 - 長野県尋常中学校飯田支校が開校。
- 1899年4月 - 長野県松本中学校飯田支校と改称。
- 1900年4月 - 独立し、長野県飯田中学校となる。
- 1906年10月 - 校歌(南信健児)制定。
- 1924年11月 - 飯田市上郷高松原に新校舎本館落成
- 1948年4月 - 学制改革により、長野県飯田東高等学校となる。
- 1949年5月 - 長野県飯田高松高等学校と改称。
- 1950年10月 - 開校(独立)50周年記念式典挙行
- 1958年4月 - 長野県飯田高等学校と改称。
- 1992年1月10日 - 飯田高等学校生徒刺殺事件[2]発生。
- 1999年4月 - 理数科設置。
- 2000年11月 - 独立100周年記念式典挙行。

## 教育課程
普通科と理数科がある。1コマ55分授業、6時限であり、木曜日はそれに加えてLHRが行われる。

### 学校重点目標
- 確かなる人間力のある学校
- 確かなる学力のある学校
- 自主・自立（律）力のある学校
- 信頼力のある学校

## 文化祭
文化祭は「高松祭」と称し、その名称は旧称に由来する。最後にボディーペイントなどをして火の周りを回るファイヤーストームがある。花火も打ち上がる。

## 校歌
- 校歌（作詞：福沢悦三郎 作曲：井出茂太）

## 最寄駅
- JR飯田線：伊那上郷駅から徒歩5分

但し、電車代の節約の為に下山村駅から徒歩で向かう生徒もいる。飯田市内は路線がオメガカーブを描くため、上り列車に乗り遅れそうな場合や、下り列車の到着では間に合わない場合は下山村駅で乗降して走った方が、ともに電車より先に着くことが可能である。伊那上郷駅から下山村駅までは飯田線で5駅だが、直線距離は2kmでその直線上に当校がある。路線に沿うと6kmで列車は大概13分〜20分で走行する。「下山ダッシュ」と言われ、当校の卒業生である長野朝日放送の草田敏彦アナも自身の担当する番組「abnステーション」で取り上げられた際「自分も高校時代に下山ダッシュをやっていた」と明言している。

## 著名な卒業生
【50音順】
- 赤羽一雄（教育者）
- 阿智太郎（ライトノベル作家）
- 新井章仁（TVディレクター）
- 石田瑞穂（元防災科学技術研究所研究主監、元日本地震学会会長、紫綬褒章）
- 伊藤郷平（地理学者、元愛知教育大学学長）
- 井上正（美術史家）
- 井ノ口あさ子（アナウンサー）
- 印南高一（演劇史家、元早稲田大学文学部長）
- 大江礒吉（教育者）※ 島崎藤村の小説『破戒』の主人公・瀬川丑松のモデルとされる
- 大野實雄（法学者、早稲田大学名誉教授）
- 奥村晃作（歌人）
- 恩地日出夫（映画監督、疎開中に在籍）
- 数江教一（倫理学者、中央大学名誉教授）
- 片桐康策（ラグビー選手）
- 加藤篤士（臨床心理学者）
- 加藤喜久子（外交官、在ハンブルク日本国総領事、駐アルバニア特命全権大使）
- 上條謙二郎（東北大学名誉教授、元角田宇宙センターロケット推進研究部長、紫綬褒章）
- 上沼八郎（教育者）
- 香山小鳥（版画家、詩人）
- 河竹繁俊（劇作家）
- 北川原温（建築家、東京芸術大学教授）
- 北原名田造（元駒ヶ根市長）
- 北原ゆき（放送作家）
- 木下秀樹（元福井地方裁判所長・元名古屋高等裁判所部総括判事）
- 日下部かおり（声優）
- 草田敏彦（アナウンサー）
- 久保田正文（文芸評論家、小説家）
- 久保田祥江（アナウンサー）
- 熊谷弘（元内閣官房長官・元通産大臣・元保守新党代表、通産官僚）
- 熊谷元一（写真家）
- 小池浩司（元舞台俳優、声優）
- 古池常泰（フリーアナウンサー）
- 小坂樹徳（医学者、東京大学名誉教授）
- 小島麗逸（大東文化大学名誉教授、元アジア経済研究所調査研究部次長）
- 後藤総一郎（明治大学政治経済学部教授、常民研究）
- 櫻井孝（元特許庁特許技監、工業所有権協力センター副理事長）
- 佐々木孝治（元ユニー社長、元日本チェーンストア協会会長）
- 佐藤健（飯田市長）
- 塩沢実信（作家）
- 塩澤快浩（編集者）
- 代田昭久（教育者）
- 代田稔（医学者、ラクチカゼイバチルス・カゼイ・シロタ株（通称ヤクルト菌）を発見、ヤクルト創業者）
- 島欽一（実業家、グラフィックデザイナー）
- 菅沼龍夫（宮崎大学学長）
- 杉本麻樹（慶應義塾大学理工学部教授）
- 須山計一（美術評論家）
- 相馬敏夫（大蔵官僚）
- 園原健弘（バルセロナオリンピック競歩代表）
- 滝沢具幸（日本画家、武蔵野美術大学教授）
- 田口成光（脚本家・放送作家・ゲーム企画プロデューサー）
- 田中正明（新聞編集者）
- 鎮西清高（地質学・古生物学者、京都大学名誉教授、大阪学院大学名誉教授）
- 寺澤孝文（岡山大学大学院教育学研究科教授）
- 中島衛（元科学技術庁長官）
- 中塚勝人（東北大学副総長）
- 中原謹司（政治家）
- 野溝勝（政治家）
- 長谷川善和（古生物学者、横浜国立大学教授）
- 羽場仁志（作曲家）
- 原広司（建築家、東京大学名誉教授）
- 原弘（グラフィックデザイナー）
- 日夏耿之介（詩人）
- 古島和雄（歴史学者、東京大学名誉教授）
- 古島敏雄（歴史学者、東京大学名誉教授）
- 細田佳也（ラグビー選手）
- 本多勝一（元朝日新聞記者、作家、ルポライター）
- 牧内良平（新聞記者、実業家、元テレビ神奈川社長、前神奈川大学理事長）
- 牧野光朗（前飯田市長）
- 松井卓治（医師、元飯田市長）
- 松澤太郎（元飯田市長）
- 松下隆章（美術史家）
- 松村一登（言語学者、東京大学教授）
- 丸山克俊（体育教育学者、東京理科大学教授）
- 丸山寿（日立化成社長、合成樹脂工業協会副会長）
- 南嶌宏（美術評論家）
- 宮下直（東京大学農学生命科学研究科教授）
- 宮下正美（児童文学作家）
- 宮島篤（元東京大学分子細胞生物学研究所所長、元日本生化学会会長）
- 宮島裕之（ラグビー選手）
- 椋鳩十（児童文学作家）
- 吉川亮夫（衆議院議員）
- 吉川泰弘（獣医学者、東京大学名誉教授）
- 吉澤宙彦（俳優）
- 吉沢文洋（ラグビー選手）
- 吉田博美（参議院議員）

## 著名な教職員
- 鹿間時夫（古生物学者、こけし研究家、横浜国立大学教授、日本古生物学会会長）※1947年から3年間教員として在籍

## 進学先地域
同校の発表に基づき、2016年（平成28年）から2019年（令和元年）までの卒業生の国公立大学合格者数（新卒に限る）を大学の所在地域別に分類し、一部を抜粋すると次の通りであった。
| 大学の所在地域 | 人数 |
| -------------- | ---- |
| 長野県         | 129  |
| 東海地方       | 70   |
| 関東地方       | 57   |
| 北陸地方       | 38   |
| 近畿地方       | 24   |
| 山梨県         | 28   |
| 静岡市         | 21   |
| 新潟県         | 14   |